# 阿里亚诺-内尔波莱西内
阿里亚诺-内尔波莱西内（義大利語：Ariano nel Polesine），是意大利威尼托大区罗维戈省的一个市镇。总面积80.92平方公里，人口4706人，人口密度58.2人/平方公里（2009年）。ISTAT代码为029002。